# ばっぷる
ばっぷるは、日本の女性アイドルグループ。 

## 概要
抜群の歌唱力を持つハイパフォーマンスユニットとして、東京を拠点に活動したアイドルグループ。
2020年3月に鈴木花純と、ROSARIO+CROSSの元メンバーであるももか（現：牛山もも）、ひめかによる3人でBUPPPLEとしてデビュー。
ひめか脱退後、2022年2月に新メンバー兼リーダーとしてひろか（ex. おやゆびプリンセス、西金沢少女団）を迎え、現名義での活動を開始した。ファンの総称は「ヲタっぷる」。
2023年10月に解散を発表、11月29日のワンマンライブをもって活動終了した。

## メンバー
- 鈴木花純（すずき かすみ）（1月16日 -  ）

東京都出身。血液型O型。
2015年に2人組ユニット・テレジアのメンバーとしてデビューし、翌年よりソロ活動を開始。
2019年、ユニバーサルミュージックより1stシングル「花のテレジア」をリリース。同年よりFM NACK5のレギュラー番組「鈴木花純のハッピータイム ハッピーソング」のパーソナリティを担当。
尊敬するアーティストはKAN。
解散後はZIGGYの所属事務所ROCK GUILDへ移籍、ソロ歌手として活動。また牛山とのパフォーマンスユニット「わくわくダンシング」を結成。
- 牛山もも（うしやま もも）（4月21日 - ）

静岡県出身。血液型A型。
3歳からダンスを始め、2012年に日本テレビ系列で全国放送された「完コピ!!名曲ダンスNo.1決定戦」にパフォーマンスユニット・十代時代として出演。
十代時代を前身グループとするアイドルグループ・ROSARIO＋CROSSのメンバーとして静岡でアイドル活動を行い、2019年1月に同グループを卒業。
ダンススキルを活かしグループの振り付けを担当、他のアイドルの振り付けも行っている。
解散後は鈴木との「わくわくダンシング」他、アイドル活動を継続。
- ひろか（大貫宏華）（8月14日 - ）

石川県出身。
石川県のご当地アイドルグループ・おやゆびプリンセスのメンバーとして14歳から活動を始め、2017年からは西金沢少女団のメンバーとして活動。2020年に同グループ脱退。
上京後はソロでアイドルとして活動しながら「踊ってみた」「歌ってみた」の動画投稿や生配信などを行い、「歌ってみた」カテゴリで出場したニコニコ超会議2020「超ナマケット2020」で優勝した。
声優を目指すためにアイドル活動を終了。

### 元メンバー
- ひめか

2021年7月11日、脱退。

## 略歴
2020年
- 3月12日 - 鈴木花純＆月見ル君想フ共催「わくわくなダンシング vol.2」でBUPPPLEとしてデビュー[7]。

2021年
- 5月12日 - ひめかが体調不良のため活動を休止することを発表[8][9]。
- 7月11日 - ひめかが脱退[10][11][12]。
- 12月25日 - ひろかの加入を発表[13][14]。

2022年
- 2月5日 - ひろかを迎えた新体制を富山でお披露目[15]。
- 5月11日 - 1stシングル表題曲「雨降りサンデイ」先行配信[16][17]。
- 5月14日 - 1stシングル表題曲「雨降りサンデイ」ミュージックビデオ公開[18][19]。
- 5月22日 - 東京・西永福JAMにて、1stワンマンライブ「わくわくなダンシング」開催[20]。チケットはソールドアウト。
- 5月25日 - 1stシングル「雨降りサンデイ」リリース[21][22][23]。
- 9月29日 - 渋谷区文化総合センター大和田・さくらホールにて開催の「TOKYO GIRLS MUSIC FESTIVAL」出演。
- 10月9日 - 主催イベント「ばっぷるフェス～富山編～」を富山MAIROで開催[24]。
- 11月6日 - 文化放送メディアプラスホールにて、文化放送主催「Mermaid Fes Special 夜の部」出演。
- 11月14日 - 渋谷club asiaにて開催のフェスイベント「UNLIMITED FES -DAY1-」出演[25][26]。
- 12月2日 - 新宿ReNYにて開催の「MUROTA MIZUKI MUSIC FESTIVAL #05」で、室田瑞希とコラボステージ出演[27]。
- 12月11日 - 渋谷eggmanにて開催の「オモテカホ TOKYO EXPEDITION 2022」出演。
- 12月19日 - 新宿LOFTにて開催の「CHRONICLE 2022」出演。

2023年
- 1月3日 - フジテレビ本社屋1F マルチシアターにて、TOKYO IDOL PROJECT×@JAM「NPP2023 お正月だよ！新春運試し！ ～じゃんけんの乱～」出演[28]。
- 1月9日 - 横浜1000 CLUBにて、「#DSPMソノウチトロメ‼」出演。
- 1月22日 - 文化放送メディアプラスホールにて、超!A&G+スペシャル presents「GIRLS LIVE PAVILION #10」出演。
- 2月4日 - 下北沢ADRIFTにて、2ndワンマンライブ「ピース フォーエバー」開催[29][30][31][32]。
- 4月5日 - 新代田FEVERにて「元気印2」出演。きしたかのの高野へのドッキリ企画を実施[33]。
- 4月9日 - 横浜MMブロンテにて「@JAM PARTY vol.83」出演[34]。
- 4月30日 - 大塚Hearts Next等にて開催の「ギュウ農フェス mini 黄金週間'23」出演。
- 5月6日 - 歌舞伎町にて開催の「@JAM 歌舞伎町 UP GATE↑↑」出演[35]。
- 7月1日 - 幕張海浜公園 Gブロック特設会場にて開催の「超NATSUZOME 2023」出演。
- 10月1日 - 大塚Hearts Next等にて開催の「秋のYOIMACHI」出演。
- 10月3日 - 同年11月末日をもって解散することを発表[2][4]。
- 11月12日 - 横浜MMブロンテにて「@JAM PARTY vol.90」出演[36]。
- 11月4日 - 大塚Hearts Next等にて開催の「秋のYOIMACHI DAY1」出演。
- 11月29日 - 渋谷La.mamaにて、ラストワンマンライブ公演「Do the ばっぷる!!」を開催。

2024年
- 7月28日、恵比寿CreAtoライブにて一夜限りの再結成出演[37]。

## ディスコグラフィ

### シングル
|     | 発売日        | タイトル       | 規格 | 規格品番 | 収録曲                                                           | 備考                             |
| --- | ------------- | -------------- | ---- | -------- | ---------------------------------------------------------------- | -------------------------------- |
| 1st | 2022年5月25日 | 雨降りサンデイ | CD   | DOLU-41  | 1. 雨降りサンデイ 2. 瞳オーガニック 3. 世界とLOVE 4. やったんDay | 全楽曲のプロデュースをSAWAが担当 |

### 配信曲
|   | 発売日        | タイトル・収録曲   | 備考           |
| - | ------------- | ------------------ | -------------- |
| 1 | 2023年9月4日  | ひーこらシャバダバ | 作詞・作曲SAWA |
| 2 | 2023年9月18日 | Pick Up            | 作詞・作曲SAWA |
| 3 | 2023年10月2日 | ごちゃまぜフルーツ | 作詞・作曲SAWA |

### ミュージックカード
|   | 発売日       | 収録曲                                     | 備考                                                              |
| - | ------------ | ------------------------------------------ | ----------------------------------------------------------------- |
| 1 | 2023年2月4日 | 1. フリーパスライセンス 2. Mysterious Zone | SAWAとのコラボのさわっぷる名義でのリリース。 SAWAの物販にて販売。 |

## 出演

### ラジオ
- 鈴木花純のハッピータイム ハッピーソング（FM NACK5）
- むさしのライフ（2022年6月15日、むさしのFM）
- サキマチダの大人になるかラジオ（2022年6月24日、FM西東京）
- ウィンディーズマニア！シャバダバ！2.2（2022年10月11日、市川うららFM）
- Talking Loud（2023年2月14日、むさしのFM）
- ゆり丸とかいりの夜ラジオ（2023年8月7日、渋谷クロスFM）

### WEB番組
- 南波一海のアイドル三十六房（2022年6月2日、タワレコTV）[39]